# Stafford (Texas)
Stafford ist eine Stadt im US-Bundesstaat Texas, teilweise im Fort Bend County und teilweise im Harris County gelegen. Das U.S. Census Bureau hat bei der Volkszählung 2020 eine Einwohnerzahl von 17.666 ermittelt. 
Größter Arbeitgeber der Stadt am südwestlichen Stadtrand von Houston ist eine Texas Instruments Fabrik.